# Sierra de la Pajaranca
La Sierra de la Pajaranca es una sierra española situada en la comarca de Campo de Daroca, en Aragón, entre las serranías propias del Sistema Ibérico. Sus montes forman parte en su mayoría del término municipal de Fombuena, exceptuando la vaguada del Arroyo del Val que pertenece ya a Luesma.

## Flora y fauna
Los bosques que se encuentran en la Sierra de la Pajaranca son formaciones de quercíneas, principalmente Quercus ilex, Quercus faginea, acompañado por ejemplares de Sorbus y sotobosque de Rosa canina o Cistus, entres otras.

## Figuras de protección
La Sierra de la Pajaranca está encuadrada en una serranía de la que forman parte la Sierra de Herrera, la Sierra del Águila, la Sierra del Peco y la Sierra Castellanos, en una zona protegida con la figura de Lugar de importancia comunitaria denominado "LIC Alto Huerva - Sierra de Herrera", parte de la Red Natura 2000.